# Папп Александрийский

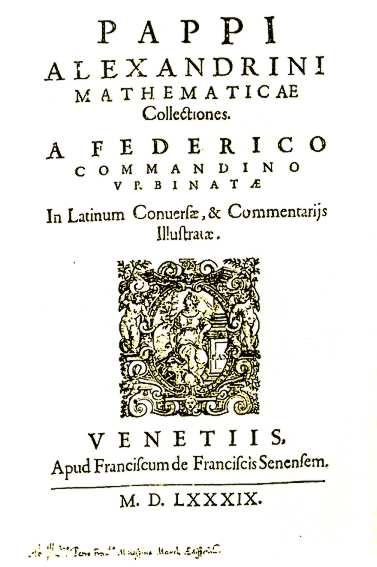
Титульный лист Mathematicae Collectiones Паппа в переводе Федерико Коммандино (1589).

Папп Александри́йский (др.-греч. Πάππος ὁ Ἀλεξανδρεύς) — математик и механик эпохи позднего эллинизма, живший и работавший в Александрии.
Ни год рождения, ни год смерти Паппа не известны. Одни источники относят его деятельность ко 2-й половине III века, другие — к IV веку; советский историк науки Н. Д. Моисеев писал, что Папп «жил, по всей вероятности, в конце III или в начале IV века».

## Трактат «Математическое собрание»
Главный труд Паппа — трактат «Математическое собрание» (συναγωγή) в восьми книгах, который дошёл до нас не полностью. Это сочинение представляет собой учебное руководство для изучающих греческую геометрию — с комментариями, историческими справками, с улучшением и видоизменением известных теорем и доказательств, а также с некоторыми собственными результатами автора. В частности, в трактате содержатся работы Автолика из Питаны, Менелая Александрийского, Феодосия Триполийского, ряд задач о пропорциональности, описание способов вписания пяти правильных многогранников в сферу, сведения о спирали Архимеда и конхоиде Никомеда, об изопериметрических фигурах, работы по механике Архимеда, Филона Византийского, Герона Александрийского, определение конических сечений при помощи директрисы и другие задачи. Здесь же приведена теорема Паппа.
Многие результаты античных авторов известны только в той форме, в какой они сохранились у Паппа (например, задачи о квадратуре круга, удвоении куба и трисекции угла). Полуправильные тела Архимеда тоже известны нам благодаря Паппу. Впрочем, сочинение Паппа долгое время оставалось неизвестным западноевропейским учёным; с ним они смогли познакомиться лишь после того, как Федерико Коммандино перевёл этот трактат на латинский язык; перевод был издан в 1588 г.

### Обзор книг трактата
Две первые книги трактата до нас не дошли. Пропавшие книги содержали, по-видимому, обзор древнегреческой арифметики (на это указывают сохранившиеся отрывки — в частности, отрывок, посвящённый методу умножения Аполлония).
В третьей книге излагается история решения задач удвоении куба и трисекции угла (Папп даёт и своё решение первой из них, которое сводится к построению двух средних геометрических между двумя данными отрезками по способам Эратосфена, Никомеда, Герона и самого Паппа). В ней излагается также учение о средних, начиная с построения на одном чертеже арифметического, геометрического и гармонического средних; находится отношение суммы двух отрезков, проведённых от точки внутри треугольника к двум точкам его стороны, к сумме двух других сторон; рассматривается построение пяти правильных многогранников, вписанных в шар. В четвёртую книгу вошли задачи, относящиеся к построению кривых двоякой кривизны и поверхностей; рассматриваются учение о секущих круга, спирали Архимеда, конхоида Никомеда и квадратриса Динострата. В пятой книге первую её половину составляет изложение учения Зенодора об изопериметрических свойствах плоских фигур и поверхностей (здесь, в частности, Папп приводит утверждение о том, что круг имеет бо́льшую площадь, чем любой правильный многоугольник того же периметра), а вторую половину — учение о правильных телах.
В шестой книге, посвящённой астрономии, разрешаются затруднения, встречаемые в «Малом астрономе» — собрании сочинений для изучения «Альмагеста» Птолемея, куда входили «Сферика» Феодосия, трактат «О вращающейся сфере» Автолика из Питаны, сочинение «О величинах и расстояниях» Аристарха Самосского (где даются оценки расстояниям до Солнца и Луны), «Оптика» и «Феномены» Евклида.
В седьмой книге представлены вспомогательные предложения, необходимые для решения задач на построение (Папп рассматривает в этой связи «Данные», «Поризмы», «Места на поверхности», «Плоские места», «Конические сечения» Евклида, «Отсечение отношения», «Отсечение площади», «Определённое сечение», «Вставки», «Касания», «Плоские места» Аполлония, «Телесные места» Аристея, «Средние величины» Эратосфена), и разъясняются на примерах методы анализа и синтеза, развитые древнегреческими учёными. Затем рассматривается задача Паппа: в ней для n прямых на плоскости требуется найти геометрическое место таких точек, для которых произведение длин отрезков, проведённых из этих точек к n/2 данных прямых под одинаковыми углами, имеет заданное отношение к аналогичному произведению длин отрезков, проведённых к оставшимся прямым; для значительной части случаев Папп доказал, что искомое геометрическое место является коническим сечением.
В седьмой книге формулируются и теоремы, ныне известные как теоремы Паппа — Гульдина. Оставшуюся часть седьмой книги занимают комментарии к работам Аполлония о трансверсалях и ангармоническом отношении.
Восьмая книга «Математического собрания» представляет собой компиляцию разнородных сведений и собственных исследований Паппа, имеющих отношение к механике. В ней попали, в частности, некоторые теоремы метрической геометрии, которые имеют более или менее далёкое отношение к расчётам размеров колонн и к расчётам размеров и расположения зубьев в зубчатых колёсах. В книгу включены также описания устройства грузоподъёмных машин и некоторые сведения из геометрической статики (в основном, касающиеся нахождения центров тяжести геометрических фигур, а также равновесию груза на наклонной плоскости). Среди теорем, помещённых в восьмой книге, имеется, в частности, такая кинематическая теорема: при одновременном движении трёх материальных точек, находившихся в начальный момент времени в вершинах некоторого треугольника, по сторонам треугольника со скоростями, пропорциональными длинам этих сторон, то положение центра тяжести данных точек остаётся неизменным. Здесь же рассматривается изобретённый Архимедом и описанный Героном Александрийским передаточный механизм из зубчатых колёс, позволяющий приводить в движение данную тяжесть данной силой.

## Другие сочинения
Из не дошедших до нас сочинений Паппа известны комментарии к «Альмагесту» Птолемея, «Аналемме» Диодора и «Началам» Евклида.